# 란제리 (시트콤)
《란제리》(Lingerie)는 2002년 8월 5일부터 12월 27일까지 코미디TV에서 방송된 대한민국의 텔레비전 성인 시트콤이다. 속옷 회사 사장과 디자이너 실장, 바 사장 역할을 각각 맡은 3명의 여자 주인공들의 일상, 사랑, 성을 주제로 하고 있다.

## 등장인물
- 현영: 속옷 회사 노브라 노팬티(Know브라 Know팬티) 사장 역
- 박주희: 속옷 회사 노브라 노팬티(Know브라 Know팬티) 디자이너 실장 역
- 서윤재: 바 사장 역
- 정주은: 바텐더 역
- 문천식: 속옷 회사 노브라 노팬티(Know브라 Know팬티) 디자이너 역
- 김수용: 바텐더 역
- 서현선
- 방은교
- 진선미
- 황은정
- 임금용
- 유재원

### 특별 출연
- 양원경: 주은의 아버지 역
- 서동균: 파출부 역
- 정진수: 전화방 사장 역
- 김종석: 대물 역
- 김한석: 현영의 남자친구, 섹스 다이어트 강사 역
- 안계범: 호빠 사장 역
- 이승환: 트랜스젠더 아리수 역
- 권은진: 모델 역
- 유가청: 간호사 역
- 정준하: 인질범 역
- 정용국: 현영의 남자친구 역
- 이승규: 현영의 남자친구 역
- 김태곤: 현영의 남자친구 역
- 나광열: 현영의 남자친구 역
- 오정태: 변태 아저씨 역
- 안관수: 이상한 직장 상사 역
- 안한희: 박주희의 첫 사랑 역
- 올가 폽코바: 러시아에서 온 아르바이트생 역
- 남진우: 정주은의 첫 사랑 역
- 양헌: 룸살롱 사기꾼 역

## 회차별 부제
| 회차   | 부제                       | 방송일           |
| ------ | -------------------------- | ---------------- |
| 제1회  | 죽여주는 이야기            | 2002년 8월 5일   |
| 제2회  | 노브라 노팬티              | 2002년 8월 6일   |
| 제3회  | 점★은 이루어진다           | 2002년 8월 7일   |
| 제4회  | 난 남자다                  | 2002년 8월 12일  |
| 제5회  | 수용에게 무슨 일이         | 2002년 8월 13일  |
| 제6회  | 원초적 아내                | 2002년 8월 14일  |
| 제7회  | 레즈비언 테스트            | 2002년 8월 19일  |
| 제8회  | 사랑해, 누나               | 2002년 8월 20일  |
| 제9회  | 참는 자에게 복이 있나니    | 2002년 8월 21일  |
| 제10회 | 가슴에 관한 진실?          | 2002년 8월 26일  |
| 제11회 | 내 사랑 아리수             | 2002년 8월 27일  |
| 제12회 | 무서운 이야기              | 2002년 8월 28일  |
| 제13회 | 사랑의 시작                | 2002년 9월 2일   |
| 제14회 | 사랑은 성적 순이 아니야!   | 2002년 9월 3일   |
| 제15회 | 이혼별곡                   | 2002년 9월 4일   |
| 제16회 | 아름다운 미혼모            | 2002년 9월 9일   |
| 제17회 | 첫 경험                    | 2002년 9월 10일  |
| 제18회 | 참아야 하느니라            | 2002년 9월 11일  |
| 제19회 | 명장면 1편                 | 2002년 9월 16일  |
| 제20회 | 명장면 2편                 | 2002년 9월 17일  |
| 제21회 | NG 퍼레이드 1편            | 2002년 9월 18일  |
| 제22회 | 과거를 묻지 마세요         | 2002년 9월 23일  |
| 제23회 | 헤픈 여자                  | 2002년 9월 24일  |
| 제24회 | 한밤의 스트립쇼            | 2002년 9월 25일  |
| 제25회 | 섹스, 거짓말 그리고 콘돔   | 2002년 9월 30일  |
| 제26회 | 섹시퀵의 특별한 서비스     | 2002년 10월 1일  |
| 제27회 | IJ(인터넷 자키) 미나       | 2002년 10월 2일  |
| 제28회 | 적과의 동침                | 2002년 10월 7일  |
| 제29회 | 현선 부인 바람났네!        | 2002년 10월 8일  |
| 제30회 | 그 아버지의 그 딸          | 2002년 10월 9일  |
| 제31회 | 니들이 오르가즘을 알어?    | 2002년 10월 14일 |
| 제32회 | 수용의 여인(女人)들        | 2002년 10월 15일 |
| 제33회 | 파출부는 벨을 세 번 울린다 | 2002년 10월 16일 |
| 제34회 | 지금은 폰섹스 중!          | 2002년 10월 21일 |
| 제35회 | 그게 그렇게 커?            | 2002년 10월 22일 |
| 제36회 | 조이면 조일수록...         | 2002년 10월 23일 |
| 제37회 | 몰래 찍고 몰래 보고        | 2002년 10월 28일 |
| 제38회 | 내 남자의 사생활           | 2002년 10월 29일 |
| 제39회 | 란제리 상륙 작전           | 2002년 10월 30일 |
| 제40회 | 사랑 밖에 난 몰라          | 2002년 11월 4일  |
| 제41회 | 좋은 데 가자!              | 2002년 11월 5일  |
| 제42회 | 이중생활                   | 2002년 11월 6일  |
| 제43회 | 스토커의 비밀              | 2002년 11월 11일 |
| 제44회 | 그걸 원해?                 | 2002년 11월 12일 |
| 제45회 | 밤이면 밤마다              | 2002년 11월 13일 |
| 제46회 | 위험한 새 엄마             | 2002년 11월 18일 |
| 제47회 | 섹스 다이어트              | 2002년 11월 19일 |
| 제48회 | 결혼 공포증                | 2002년 11월 20일 |
| 제49회 | 란제리 습격 사건           | 2002년 11월 25일 |
| 제50회 | 순결 서약식                | 2002년 11월 26일 |
| 제51회 | 깁스 투혼                  | 2002년 11월 27일 |
| 제52회 | 색다른 맛                  | 2002년 12월 2일  |
| 제53회 | 섹스 명당 자리             | 2002년 12월 3일  |
| 제54회 | 몽정기                     | 2002년 12월 4일  |
| 제55회 | 가양동 몰카                | 2002년 12월 9일  |
| 제56회 | 꼬리치는 남자              | 2002년 12월 10일 |
| 제57회 | 은정의 동거                | 2002년 12월 11일 |
| 제58회 | 궁중 방중술                | 2002년 12월 16일 |
| 제59회 | 뒤바뀐 주은                | 2002년 12월 17일 |
| 제60회 | 이보다 더 좋을 순 없다     | 2002년 12월 18일 |
| 제61회 | 신(新) 구운몽              | 2002년 12월 23일 |
| 제62회 | 삼일천하                   | 2002년 12월 24일 |
| 제63회 | 란제리 결혼식              | 2002년 12월 25일 |
| 제64회 | 특별 출연 퍼레이드         | 2002년 12월 26일 |
| 제65회 | NG 퍼레이드 2편            | 2002년 12월 27일 |